# فوسفينيت

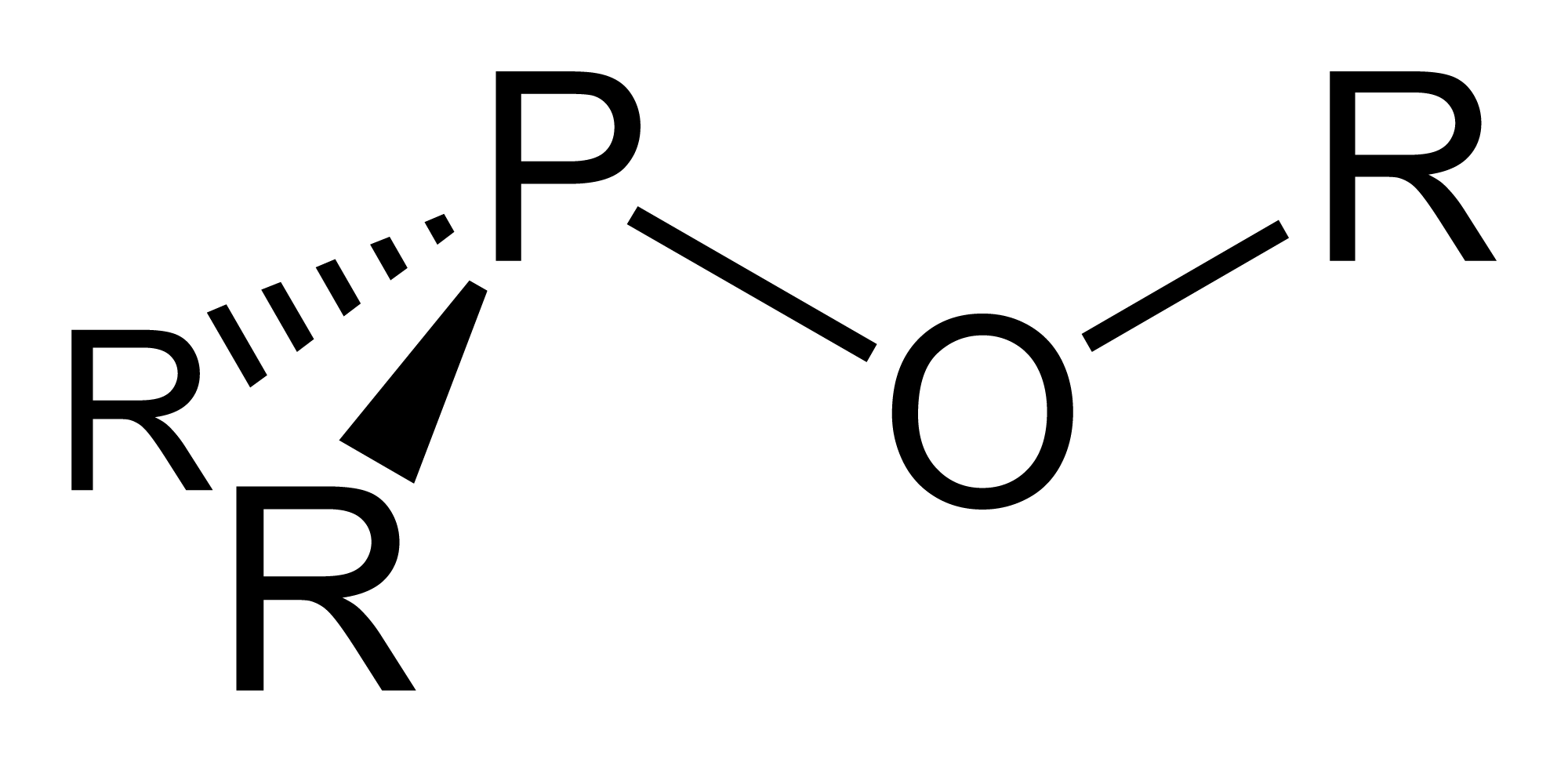
الصيغة العامة لمركبات الفوسفينيت العضوية.

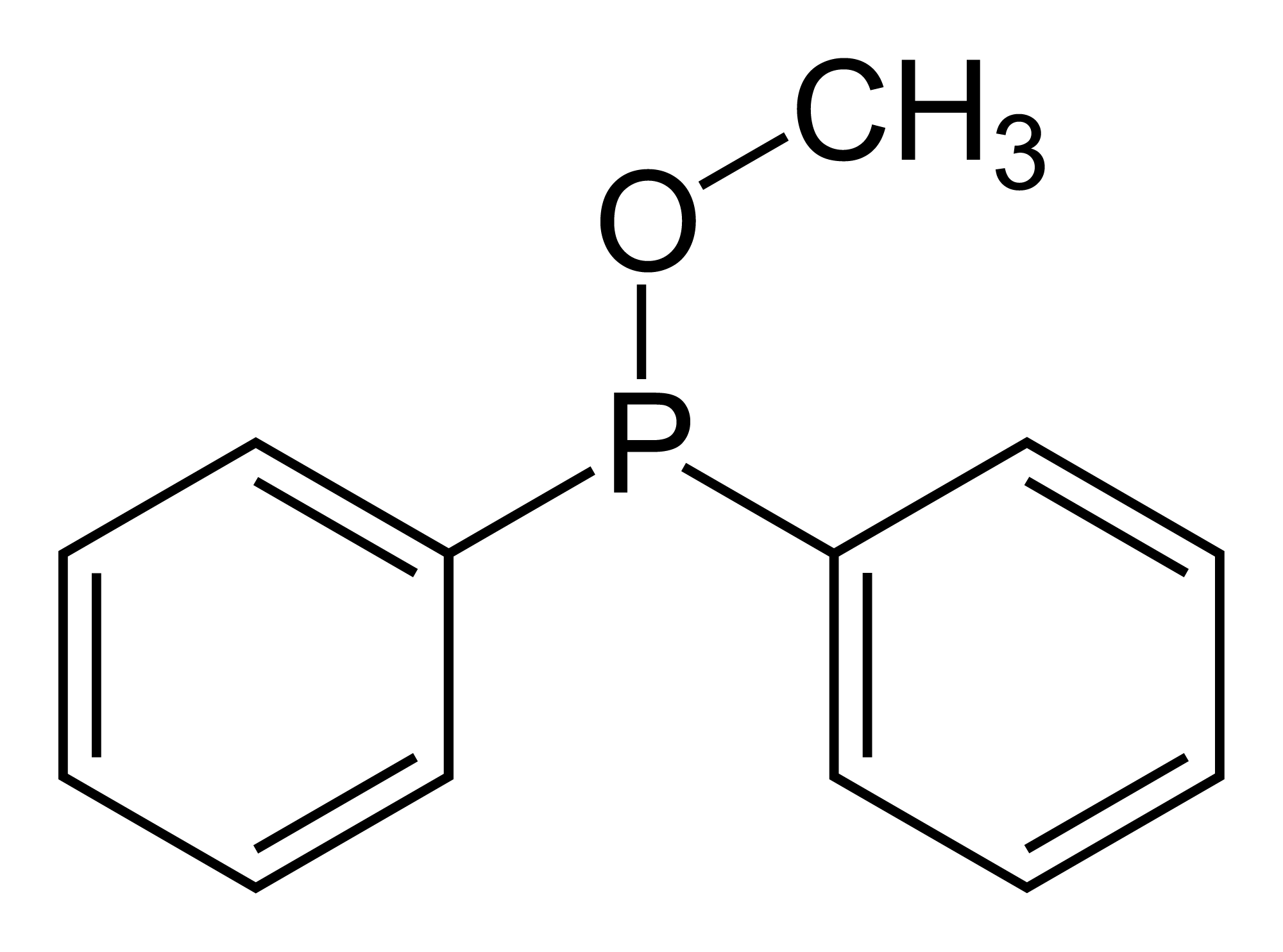
ميثيل ثنائي فينيل الفوسفينيت.

مركبات الفوسفينيت هي صنف من مركبات الفوسفور العضوية ذات الصيغة العامة P(OR)R2. تتميز هذه المركبات بذلك بوجود رابطتي فوسفور-كربون P-C، في حين أن الرابطة الثالثة مع الفوسفور تتم عبر ذرة الأكسجين.
تستخدم مركبات الفوسفينيت في تفاعلات التحفيز المتجانس وفي كيمياء المعقدات التناسقية.

## التحضير
تحضر مركبات الفوسفينيت من تفاعل الحلحلة الكحولية (alcoholysis) للكلوريدات الفوسفينية العضوية؛ فعلى سبيل المثال يعطي تفاعل كلورو ثنائي فينيل الفوسفين مع الميثانول في وسط قاعدي مركب ميثيل ثنائي فينيل الفوسفينيت.
{\displaystyle {\ce {ClPPh2 + CH3OH -> CH3OPPh2 + HCl}}}

## الخواص
تؤدي أكسدة مركبات الفوسفينيت إلى الحصول على مركبات الفوسفينات:
{\displaystyle {\ce {2P(OR)R2 + O2 -> 2 OP(OR)R2}}}

## الاستخدامات
تستخدم مركبات الفوسفينيت ضمن الربيطات الكيميائية، خاصة أن لها خواص أقوى من حيث استقبال الروابط باي في المعقدات التناسقية بالمقارنة مع الفوسفانات (المشتقة من الفوسفين).